# زيميتتشينو (بينزا)
زيميتتشينو (بالروسية: Земетчино) هي مدينة في مقاطعة بانزا أوبلاست في روسيا.
يبلغ عدد سكانها حوالي 11231 نسمة.